# Eugenia palumbis
Eugenia palumbis är en myrtenväxtart som beskrevs av Elmer Drew Merrill. Eugenia palumbis ingår i släktet Eugenia och familjen myrtenväxter. Inga underarter finns listade i Catalogue of Life.